# NGC 3981
NGC 3981 في الفهرس العام الجديد، هي مجرة، تقع في كوكبة الباطية. اكتشفت في 7 فبراير 1785 بواسطة ويليام هيرشل.

## روابط خارجية
- NGC 3981 على موقع ويكي سكاي: DSS2, SDSS, GALEX, IRAS, Hydrogen α, X-Ray, Astrophoto, Sky Map, Articles and images